# Plateau des Tailles
Plateau des Tailles är en platå i Belgien.   Den ligger i regionen Vallonien, i den sydöstra delen av landet, 120 km sydost om huvudstaden Bryssel.